# Makaronesa tetraspila
Makaronesa tetraspila är en stekelart som beskrevs av Graham 1975. Makaronesa tetraspila ingår i släktet Makaronesa och familjen puppglanssteklar.
Artens utbredningsområde är Madeira. Inga underarter finns listade i Catalogue of Life.